# Artistamp

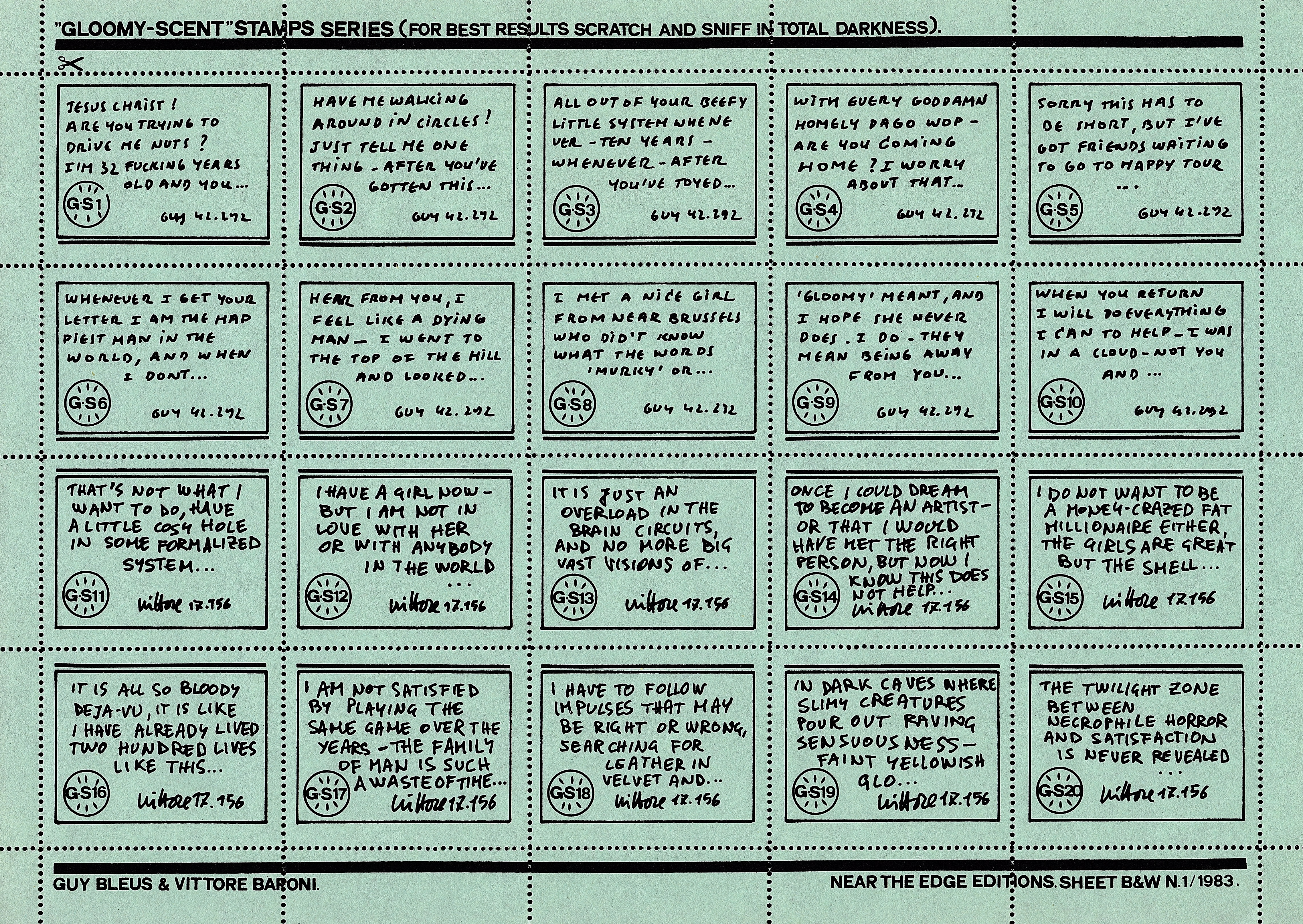
Foglio di Artistamp profumato - Guy Bleus e Vittore Baroni, 1983

Si intendono per Artistamp (contrazione dei termini in lingua inglese 'Artist' e 'Stamp', anche chiamati italiano Francobolli d'Artista) le composizioni grafiche che ricordano, imitano, reinterpretano o deridono – in effigie – le affrancature emesse dai Servizi postali delle nazioni.
La produzione di Artistamp (denominati nel mondo della Mail Art di lingua francese Faux-Timbres) avviene tecnicamente in vari modi artigianali, sia manuali che digitali ed ogni autore ne progetta alcuni a tema libero oppure in connessione con l'argomento sociale sul quale si esprime con 'opere' (works) di Mail Art aderendo liberamente a progetti internazionali.
Molti autori producono anche annulli postali di fantasia (Cancellations) realizzati, per consuetudine, incidendo gomme per cancellare (Rubber eraser) oppure utilizzando materiali poveri e di riciclo (polistirolo, tappi in sughero e plastica); sulle Postcards o sugli Envelopes, questi annulli appaiono sul fronte o sul retro come timbri e riportano un motto o una sigla dell'autore ma non devono intaccare i francobolli veri e propri.
Nei progetti di MailArt che prevedono la ricezione di un''opera', una aggiunta elaborativa e la rispedizione al mittente o ad altro mail-artista (in genere già indicato dal primo mittente) l'utilizzo di Artistamp e/o di Cancellation testimoniano il passaggio avvenuto; la denominazione internazionale di questi progetti 'Add and Pass' o 'Add and Return' compare sempre chiaramente nei Projects/Calls/Convocatorias (si legga alla voce Arte postale).
Gli Artistamp sono da affiancare all'affrancatura vera e propria senza mai sostituirla né indurre in equivoco i Servizi postali dei Paesi che gestiscono il trattamento di Cards ed Envelopes con l'annullo del 'valore postale'.
In Italia i francobolli sono emessi dall'Istituto Poligrafico e Zecca dello Stato per conto delle Poste Italiane.